# The Clairaudient Syndrome
The Clairaudient Syndrome è un album in studio del gruppo musicale Chrome, pubblicato il 1994.

## Tracce
1. Hercules Cave – 6:25
2. Monkey Zoo – 5:36
3. One Day In Springtime – 4:35
4. Glowing Going Away – 4:08
5. Clairaudient Syndrome – 42:27

## Formazione
- Damon Edge - voce, sintetizzatore